# Eddie Van Halen
Edward "Eddie" Van Halen var en amerikansk gitarrist, född Edward Lodewijk van Halen den 26 januari 1955 i Amsterdam, Nederländerna, död 6 oktober 2020 i Santa Monica, Los Angeles, Kalifornien. 1972 startade han tillsammans med sin bror, Alex Van Halen, hårdrocksgruppen Van Halen. 1978 släppte bandet debutplattan Van Halen och i början av 1980-talet var de ett av världen mest framgångsrika rockband. Eddie Van Halen var en originell och innovativ gitarrist. Precis som Jimi Hendrix fick han stor betydelse för samtida och efterföljande rockgitarrister.  

## Karriär
Tillsammans med bandet Van Halen kom han med hits som "Runnin' with the Devil", "Dance the Night Away", "Jump", "Panama", "Ain't Talkin' 'Bout Love" och "Why Can't This Be Love". Totalt har Van Halen sålt över 90 miljoner skivor. Eddie Van Halen spelade även elgitarrsolot på Michael Jacksons "Beat It".
När Gene Simmons, basist i Kiss, 1976 hörde Van Halen bestämde han sig för att bekosta inspelningen av en demo-tejp åt de unga musikerna. Under inspelningen av demon försökte Gene Simmons övertala Eddie Van Halen att börja spela med Kiss. Men Eddie ville satsa på sitt eget band Van Halen i stället.
Under 2007 meddelades det att Van Halen skulle turnera med David Lee Roth igen. Under 2008 tvingades Edward Van Halen ställa in delar av turnén på grund av att han temporärt lade in sig på drogrehabilitering.

### Inflytande
Edward Van Halen är en av de främsta och mest inflytelserika gitarristerna i rockhistorien. Han hade sin storhetstid i slutet på 1970-talet och på 1980-talet. Han kom med ett nytt gitarrsound för sin tid, snabb "tremolo picking"-teknik, och ett utnyttjade av svajarmen på gitarren till maximum. Den "finger tapping"-teknik som han visserligen inte uppfunnit men som han utvecklade mer än Allan Holdsworth – som sägs ha uppfunnit tekniken – är kanske hans mest kända signum.

### Instrument

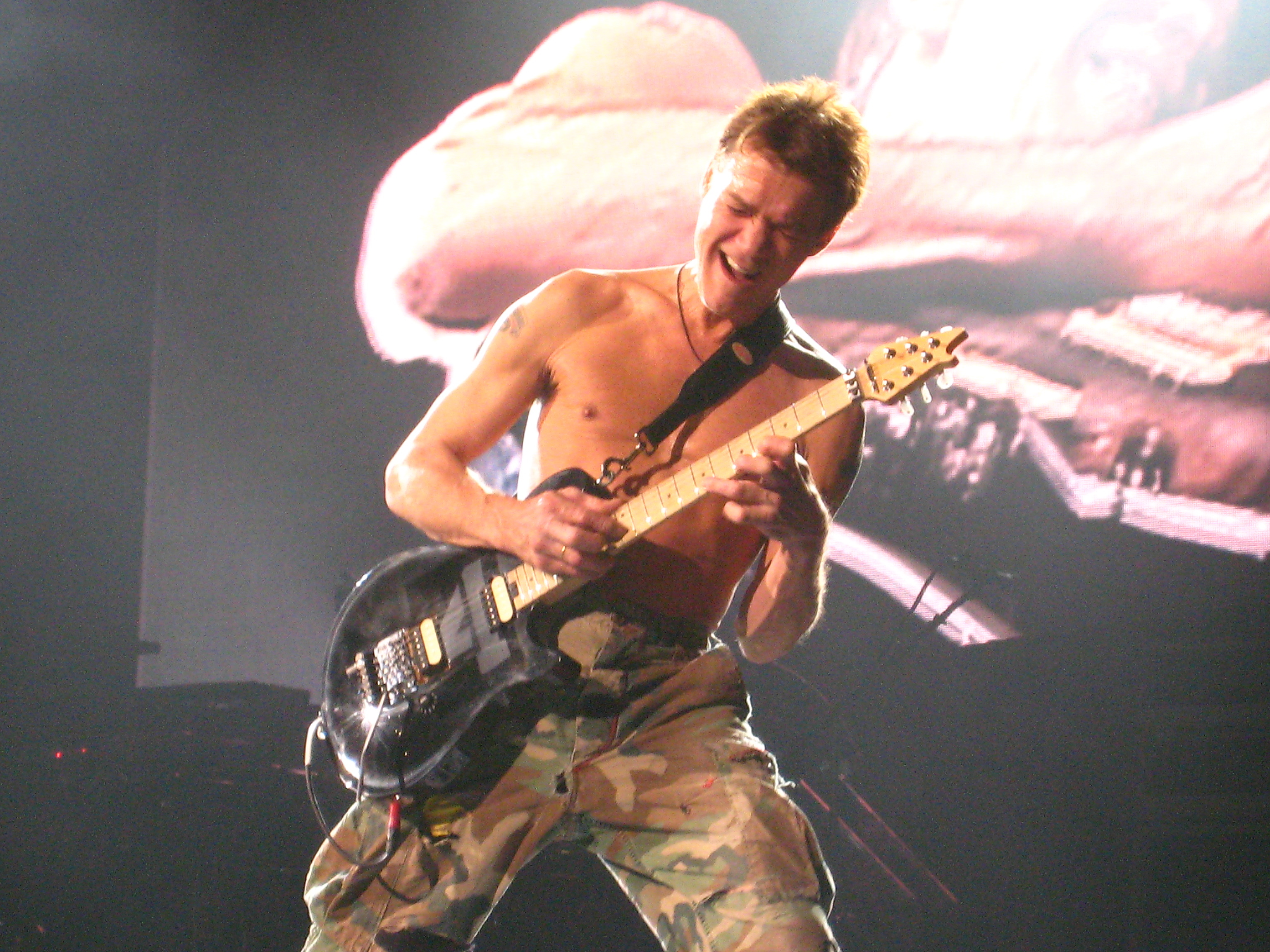
Eddie Van Halen vid en konsert 2007.

Under åren spelade Van Halen på en mängd olika gitarrer. Den första kända gitarren han spelade på var i samband med Van Halens första skiva Van Halen, det var en gitarr gjort endast av sekundadelar från en fabrik (Charvel) som tillverkade sin egen version av Fenders Stratocaster som han sedan lackade vit med svarta streck. Då det började dyka upp kopior på den svartvita gitarren lackade Eddie sin gitarr med ett lager röd lack och det blev sedermera den mest populära gitarren, den så kallade Frankenstein-gitarren. De spår på debutalbumet som inte krävde svajarm spelades på hans Ibanez Destroyer från sjuttiotalet. Denna sågade han sedan sönder för att ge den en coolare look men tonen i gitarren dog fullständigt. Den kallades på grund av sin nya look för The "Shark". "The Shark" ses även på omslaget till Van Halens tredje album: Women and Children First men det är inte den gitarren han använder på albumet. Eddies kompis Chris Holmes från W.A.S.P. hade en liknande Destroyer och han hade skadats i en motorcykelolycka och kunde inte spela så Eddie frågade honom på sjukhuset om han kunde låna hans gitarr för inspelningen och det kunde han. Det är den gitarren som hörs på albumet bland annat.
Bortsett från gitarr spelade Van Halen även alla keyboardsektioner i låtarna och komponerade största delen av låtarna. Han kom i slutet av sjuttiotalet med en revolutionerande teknik att spela gitarr på, genom finger tapping som blev en stor inspirationskälla för kommande generationer. En annan sak som utmärkte hans spelstil är hans användning av svajarmen på gitarren. Edward revolutionerade totalt hårdrocken med ett helt nytt sound, det så kallade brown-soundet, nya effekter (se till exempel låten "Eruption") och snabb teknik.

## Privatliv
Eddie Van Halen var son till holländske jazzmusikern Jan van Halen - som också arbetade för Nederländernas flygvapen - och den indonesiska Eugenia van Beers från Rangkasbitung, som träffades i dåvarande holländska Indonesien och efter sex år flyttade till Amsterdam. Eddie föddes i Amsterdam och växte senare upp i Nijmegen i Nederländerna innan han som sjuåring, tillsammans med sin bror Alex Van Halen (som kom att spela trummor i Van Halen) och resten av sin familj, emigrerade till USA 1962 och därefter växte upp i Pasadena i Kalifornien.
Redan i tidig ålder började Edward att ta klassiska pianolektioner och utvecklade tidigt ett starkt band till musiken. Entusiasmen till pianot dog ut efter det att Edward och hans bror hamnade mitt i stormen av den nya rockvågen inledd av bland annat Eric Clapton och Jimi Hendrix. Edward började först med trummor och brodern Alex med gitarr, det tog inte lång tid innan de båda insåg att de skulle byta instrument med varandra.
Tillsammans med skådespelaren Valerie Bertinelli har Eddie Van Halen sonen Wolfgang Van Halen som föddes den 16 mars 1991. År 2005 blev det officiellt att paret skilt sig.
I slutet av 1990-talet drabbades Eddie Van Halen av cancer i tungan, men blev så småningom frisk.
Eddie Van Halen avled den 6 oktober 2020 av en stroke, något som hans bror (Alex) bekräftat i en intervju.